# Scarth (bande dessinée)
Scarth est un personnage et une série de bande dessinée d'érotisme et de science-fiction, créée par Luis Roca et Jo Adams. Cette série paraît dans the Sun à partir de 1969. Scarth est une jeune femme évoluant nue au XXIIe siècle.

## Historique
Cette série est créée par le dessinateur catalan Luis Roca et le scénariste Jo Adams, pour The Sun, le quotidien britannique. Elle y paraît à partir de 1964. Mais la série est jugée trop érotique avec des scénarios équivoques, et évolue en 1972 vers une formule jugée plus morale, sous le nouveau titre Scarth A.D. 2170.
L'action se déroule vers la fin du XXIIe siècle. L'héroïne, Scarth, se promène dans le plus simple appareil. 
Ses « formes capiteuses » plaisent aux lecteurs du Sun.
Pour Henri Filippini, le dessin de Luis Roca est très agréable. Selon lui, la formule initiale de cette série est la plus intéressante, et marie très bien l'érotisme et la science-fiction. Scarth n'est pas éditée en France.